# HomeStory Cup

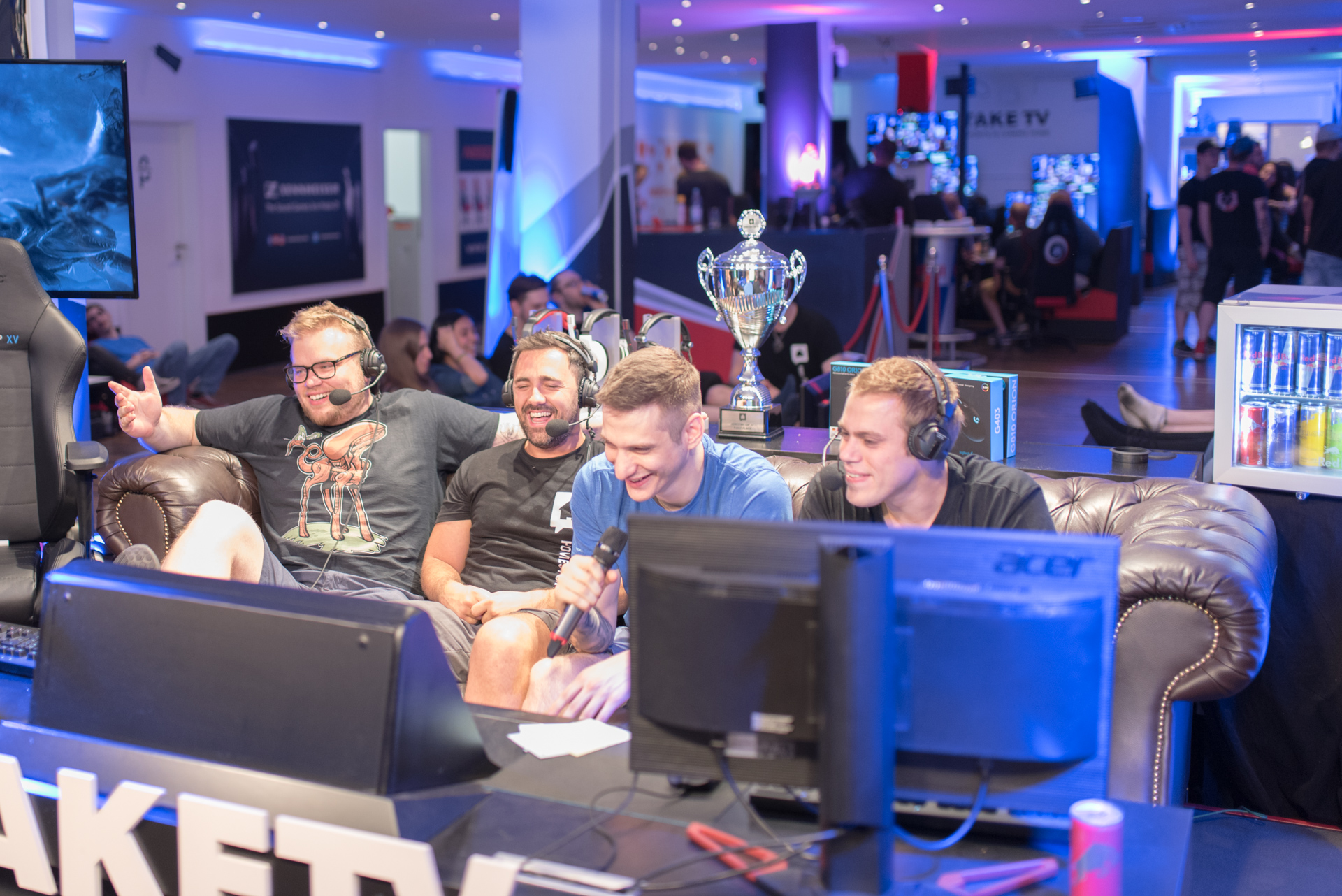
HomeStoryCup XV; v. l. n. r.: „iNcontroL“, Turnierorganisator Dennis „TaKe“ Gehlen, Yoan „ToD“ Merlo und „RotterdaM“

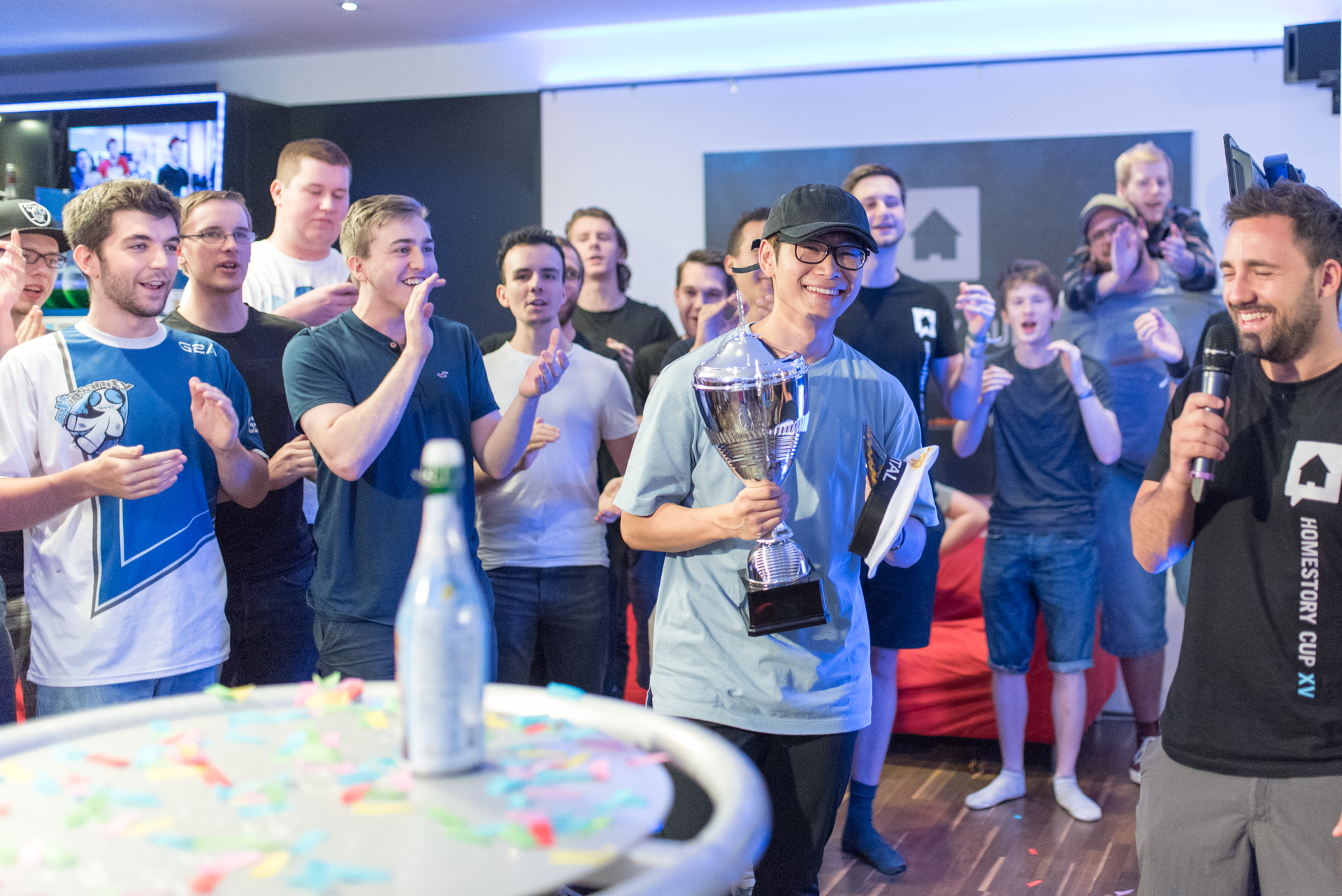
Zest gewinnt HomeStoryCup XV

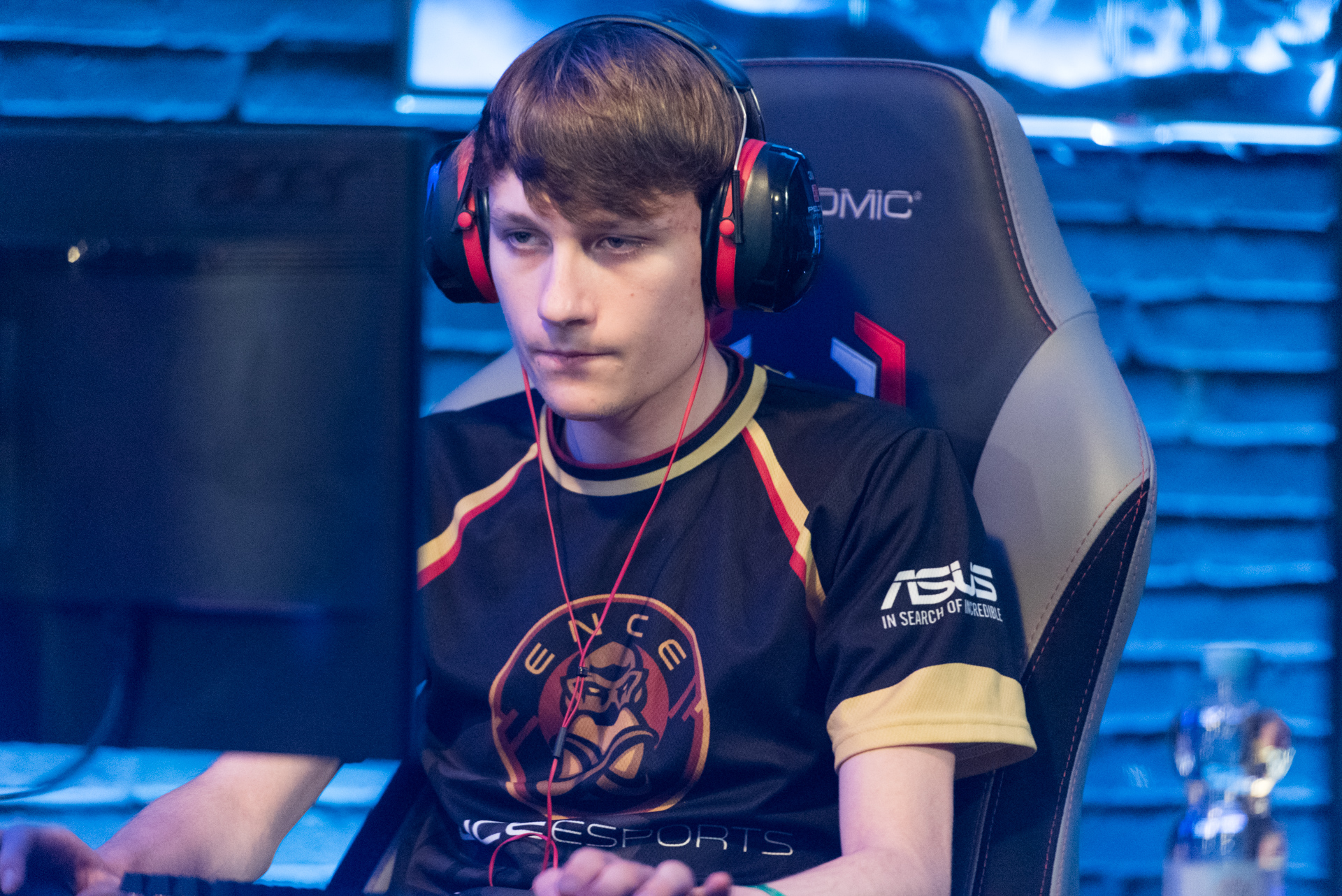
Rekordsieger Joona „Serral“ Sotala beim HomeStoryCup XV

Der HomeStory Cup (kurz: HSC) ist ein E-Sport-Turnier in der Disziplin StarCraft II. StarCraft II ist ein Echtzeitstrategiespiel (Form des Computerspiels) von Blizzard Entertainment.

## Geschichte
Das Turnier fand erstmals 2010 statt und wird seitdem in der Regel zweimal jährlich ausgetragen. Turnierorganisator ist der ehemalige WarCraft-III-Spieler Dennis Gehlen bzw. seine Firma TaKeTV. Ausgetragen wird der HSC in Gehlens Wohnung/Übertragungsstudio in Krefeld, worauf der Turniername Homestory Cup anspielt. Über das Turnier wird sowohl in regionalen wie überregionalen Medien berichtet.
Über Videostreaming-Anbieter wie Twitch.tv wird das Turnier weltweit live im Internet übertragen und erzielte zuletzt fast zwei Millionen unique views und mehrere zehntausend Zuschauer zeitgleich. Darüber hinaus gibt es in Krefeld ein BarCraft unweit des Veranstaltungsorts. Die zehnte Auflage des Turniers fand in der Krefelder Großraumdiskothek Königsburg statt. Zu den Sponsoren des Turniers gehören bzw. gehörten unter anderem Razer, Mifcom, XMG und NeedForSeat. Beim HSC VII gab es erstmals auch Punkte für die WCS-Rangliste zu gewinnen.
Mit dem SeatStory Cup (kurz: SSC) wurde 2014 eine Turnierserie für das Spiel Hearthstone: Heroes of Warcraft (Ausnahme: zehnte und letzte Auflage 2018 in Artifact) gestartet.
Beim 15. HSC stand der Fortbestand des Events auf dem Spiel, da kein Hauptsponsor für das Turnier gefunden werden konnte. Deshalb wurde der Preispool auf 10.000 $ reduziert. Das Crowdfunding für einen möglichen HSC XVI lief über vier Tage auch eher bescheiden. Erst als am letzten Tag Dennis Gehlen direkt die Community ansprach, konnten in nur 30 Minuten über 13.000 $ an Spendenaufkommen generiert werden. In der Zeit stiegen die Spenden noch über das Ziel hinaus an, sodass auch eine 16. Auflage des Turniers finanziell sichergestellt werden konnte.
Die 20. Ausgabe fand im nicht wie üblich im TakeTV-Studio, sondern im Tropical Islands statt. Mit 53.000 Dollar gab es auch ein deutlich höheres Preisgeld als üblich. Während der COVID-19-Pandemie fand das Turnier dann ausschließlich online unter dem Namen StayAtHomeStory Cup statt.

## Turnierübersicht

### HomeStory Cup
Anmerkung: Die Spieler in der folgenden Übersicht sind mit ihren Nicknamen angegeben.
|                        | Datum (Finale) | Preisgeld | Platz 1    | Platz 2    | Platz 3           | Platz 4           |
| ---------------------- | -------------- | --------- | ---------- | ---------- | ----------------- | ----------------- |
| HomeStory Cup I        | 12. Sep. 2010  | 0500 €    | DeMusliM   | Brat_OK    | MorroW            | Socke             |
| HomeStory Cup II       | 16. Jan. 2011  | 02.800 €  | White-Ra   | NaNiwa     | MaNa              | Socke             |
| HomeStory Cup III      | 26. Jun. 2011  | 05.000 €  | HuK        | NaNiwa     | MC                | Tarson            |
| HomeStory Cup IV       | 08. Jan. 2012  | 20.000 $  | MC         | Sound      | JYP               | viOLet            |
| HomeStory Cup V        | 08. Jul. 2012  | 25.000 $  | Nerchio    | YongHwa    | MC                | Golden            |
| HomeStory Cup VI       | 22. Dez. 2012  | 25.000 $  | Snute      | Symbol     | XlorD             | Stephano          |
| HomeStory Cup VII      | 23. Jun. 2013  | 25.000 $  | TaeJa      | Snute      | TLO               | HyuN              |
| HomeStory Cup VIII     | 17. Nov. 2013  | 25.000 $  | TaeJa      | HyuN       | Jjakji            | Symbol            |
| HomeStory Cup IX       | 08. Jun. 2014  | 25.000 $  | TaeJa      | MC         | Scarlett / Dayshi | Scarlett / Dayshi |
| HomeStory Cup X        | 16. Nov. 2014  | 25.000 $  | PartinG    | Flash      | TaeJa / LosirA    | TaeJa / LosirA    |
| HomeStory Cup XI       | 05. Jul. 2015  | 25.000 $  | Rain       | Sacsri     | Jaedong / Gumiho  | Jaedong / Gumiho  |
| HomeStory Cup XII      | 20. Dez. 2015  | 25.000 $  | MMA        | FireCake   | Elazer / Snute    | Elazer / Snute    |
| HomeStory Cup XIII     | 26. Jun. 2016  | 20.000 $  | Harstem    | Scarlett   | Nerchio / Snute   | Nerchio / Snute   |
| HomeStory Cup XIV      | 20. Nov. 2016  | 20.000 $  | Patience   | Zest       | Rogue / Stats     | Rogue / Stats     |
| HomeStory Cup XV       | 23. Jul. 2017  | 10.000 $  | Zest       | Byun       | Elazer / uThermal | Elazer / uThermal |
| HomeStory Cup XVI      | 12. Nov. 2017  | 20.000 $  | Zest       | Solar      | Snute / Stats     | Snute / Stats     |
| HomeStory Cup XVII     | 01. Jul. 2018  | 10.000 $  | INnoVation | soO        | Lambo             | Solar             |
| HomeStory Cup XVIII    | 25. Nov. 2018  | 20.000 $  | Serral     | INnoVation | Bunny             | Zest              |
| HomeStory Cup XIX      | 30. Jun. 2019  | 10.000 $  | Serral     | TY         | Zest              | soO               |
| HomeStory Cup XX       | 24. Nov. 2019  | 53.000 $  | Serral     | Reynor     | INnoVation        | Zest              |
| StayAtHomeStory Cup #1 | 11. Apr. 2020  | 05.000 $  | Serral     | INnoVation | Solar / Elazer    | Solar / Elazer    |
| StayAtHomeStory Cup #2 | 13. Jun. 2020  | 05.000 $  | Serral     | Solar      | INnoVation        | Clem              |
| StayAtHomeStory Cup #3 | 14. Mar. 2021  | 05.000 $  | Stats      | Serral     | Rogue             | Cure              |
| StayAtHomeStory Cup #4 | 24. Okt. 2021  | 05.000 $  | Clem       | Serral     | Solar             | ByuN              |
| HomeStory Cup XXI      | 24. Jul. 2022  | 42.000 $  | Serral     | Clem       | Astrea            | Lambo             |
| HomeStory Cup XXII     | 18. Dez. 2022  | 26.000 $  | Reynor     | Astrea     | ByuN              | Zoun              |
| HomeStory Cup XXIII    | 02. Jul. 2023  | 10.000 $  | Reynor     | Solar      | Elazer / ShoWTimE | Elazer / ShoWTimE |
| HomeStory Cup XXIV     | 03. Dez. 2023  | 10.000 $  | Serral     | Clem       | Reynor / SKillous | Reynor / SKillous |
| HomeStory Cup XXV      | 23. Jun. 2024  | 10.000 $  | GuMiho     | ShoWTimE   | Clem / HeRoMaRinE | Clem / HeRoMaRinE |
| HomeStory Cup XXVI     | 01. Dez. 2024  | 10.000 $  | GuMiho     | Clem       | Serral            | Maru              |
| HomeStory Cup XXVII    | 29. Jun. 2025  | 10.000 $  | Zoun       | ShoWTimE   | sOs               | Ryung             |

### SeatStory Cup
|                            | Datum         | Preisgeld | Platz 1     | Platz 2    | Platz 3             | Platz 4             |
| -------------------------- | ------------- | --------- | ----------- | ---------- | ------------------- | ------------------- |
| SeatStory Cup I            | März 2014     | 15.000 $  | StrifeCro   | Gnimsh     | Trump               | Artosis             |
| SeatStory Cup II           | Oktober 2014  | 20.000 $  | Savjz       | Mirrari    | Theude / Xixo       | Theude / Xixo       |
| SeatStory Cup III          | April 2015    | 20.000 $  | Orange      | Ostkaka    | Maverick / Xixo     | Maverick / Xixo     |
| SeatStory Cup IV           | November 2015 | 20.000 $  | SuperJJ     | StanCifka  | Gaara / Zalae       | Gaara / Zalae       |
| SeatStory Cup V            | Juli 2016     | 20.000 $  | Lifecoach   | J4CKIECHAN | Naiman / Thijs      | Naiman / Thijs      |
| SeatStory Cup VI           | Dezember 2016 | 20.000 $  | Orange      | SjoW       | Ek0p / Torlk        | Ek0p / Torlk        |
| SeatStory Cup VII          | Juni 2017     | 20.000 $  | Mitsuhide   | Ostkaka    | Mryagut / StrifeCro | Mryagut / StrifeCro |
| SeatStory Cup VIII         | Dezember 2017 | 20.000 $  | Xixo        | Neirea     | AKAWonder / Orange  | AKAWonder / Orange  |
| SeatStory Cup IX           | Juli 2018     | 20.000 $  | BoarControl | Casie      | Kolento / Orange    | Kolento / Orange    |
| SeatStory Cup X (Artifact) | Dezember 2018 | 10.000 $  | Hyped       | Petrify    | Ek0p / Tomas        | Ek0p / Tomas        |